# Журавлёвка (Тульчинский район)
Журавлёвка (укр. Журавлівка) — село на Украине, находится в Тульчинском районе Винницкой области. Прежнее название — Самгородок.
Код КОАТУУ — 0524381001. Население по переписи 2001 года составляет 1360 человек. Почтовый индекс — 23641. Телефонный код — 4335. Занимает площадь 7,243 км².

## Адрес местного совета
23641, Винницкая область, Тульчинский р-н, с. Журавлёвка, ул. Шевченко, 196